# Serbia na Mistrzostwach Świata w Lekkoatletyce 2009
Serbia na Mistrzostwach Świata w Lekkoatletyce 2009 – reprezentacja Serbii podczas czempionatu w Berlinie liczyła 9 zawodników.

## Występy reprezentantów Serbii

### Mężczyźni
- Bieg na 1500 m
  - Goran Nava z czasem 3:44,13 zajął 31. miejsce w eliminacjach i nie awansował do kolejnej rundy

- Chód na 20 km
  - Predrag Filipović z czasem 1:27,44 zajął 35. miejsce

- Chód na 50 km
  - Nenad Filipović nie ukończył rywalizacji

- Skok wzwyż
  - Dragutin Topić z wynikiem 2,15 zajął 30. miejsce w eliminacjach i nie awansował do finału

- Pchnięcie kulą
  - Asmir Kolašinac z wynikiem 19,67 zajął 22. miejsce w eliminacjach i nie awansował do finału

### Kobiety
- Bieg na 1500 m
  - Marina Munćan z czasem 4:15,18 zajęła 34. miejsce w eliminacjach i nie awansowała do kolejnej rundy

- Bieg na 10 000 m
  - Olivera Jevtić ostatecznie nie wystartowała

- Trójskok
  - Biljana Topić wynikiem 14,52 ustanowiła rekord Serbii i zajęła ostatecznie 4. miejsce w finale

- Rzut dyskiem
  - Dragana Tomašević z wynikiem 59,38 zajęła 19. miejsce w eliminacjach i nie awansowała do finału